# Liste des routes d'État à Hawaï
La Hawaii Department of Transportation (HDOT) entretient le plus petit réseau de routes d'État du pays. Le réseau total, soit les autoroutes inter-états et les routes d'État, comptent environ 1 013 miles (1 630 km).

## Liste des routes d'État
Le système de numérotation des routes d'État a été mis en place en 1955. Les numéros sont organisés de telle sorte que le chiffre initial corresponde à une île:
- Numéros débutant par 1 ou 2: Hawaiʻi
- Numéros débutant par 3: Maui
- Numéros débutant par 4: Moloka'i et Lāna'i
- Numéros débutant par 5: Kauaʻi
- Numéros débutant par 6 à 9: Oʻahu

En général, les numéros à deux chiffres correspondent aux routes principales alors que les routes à trois chiffres sont des routes auxiliaires. Pour celles-ci, les deux premiers chiffres renvoient à la route principale à laquelle elle est associée.
Dans la majorité des cas, les résidents d'Hawaï réfèrent aux routes par leur nom plutôt que leur numéro (ex: Kamehameha Highway au lieu de Route 99). Un nom de route peut toutefois comprendre plusieurs routes numérotées (ex: Kamehameha Highway, laquelle emprunte les Routes 80, 83, 99 et 830).
| Numéro       | Longueur (mi) | Longueur (km) | Terminus sud / ouest                                                  | Terminus nord / est                                                          | Créée    | Notes |
| ------------ | ------------- | ------------- | --------------------------------------------------------------------- | ---------------------------------------------------------------------------- | -------- | --- |
| Route 11     | 121,97        | 196,29        | Route 19 / Route 190 à Kailua-Kona                                    | Route 19 à Hilo                                                              | 1955     | Volcano Road, Māmalahoa Highway, Kuakini Highway, Queen Kaʻahumanu Highway. Partie de la route de ceinture de Hawaiʻi |
| Route 19     | 99,49         | 160,11        | Route 11 / Route 190 à Kailua-Kona                                    | Port de Hilo                                                                 | 1955     | Bay Front Highway, Route de ceinture Hawaiʻi, Māmalahoa Highway, Queen Kaʻahumanu Highway                             |
| Route 30     | 41,62         | 66,97         | Route 32 à Wailuku                                                    | Route 340 près de Kapalua                                                    | 1955     | High Street, Honoapiʻilani Highway                                                                                    |
| Route 31     | 7,15          | 11,51         | Wailea Ike Drive à Kīhei                                              | Route 310 / Route 311 à Kīhei                                                | 1955     | Piʻilani Highway |
| Route 32     | 2,85          | 4,58          | Route 30 / Route 320 à Wailuku                                        | Route 32A à Kahului                                                          | 1955     | West Main Street, Kaʻahumanu Avenue                                                                                   |
| Route 32A    | 0,39          | 0,63          | Route 36 à Kahului                                                    | Quai 1 au Port de Kahului                                                    | —        | Hobron Avenue |
| Route 32B    | 0,17          | 0,27          | Route 32 à Kahului                                                    | Quai 2 au Port de Kahului                                                    | —        | Wharf Street |
| Route 36     | 16,21         | 26,09         | Route 32 à Kahului                                                    | Route 360 / Route 365 près de Haʻikū                                         | 1955     | Hāna Highway |
| Route 36A    | 0,51          | 0,81          | Route 36 à Kahului                                                    | Airport Road à Kahului                                                       | —        | Haleakalā Highway, Keolani Place                                                                                      |
| Route 37     | 21,34         | 34,35         | Route 31 près de Kula                                                 | Route 36 à Kahului                                                           | 1955     | Haleakalā Highway, Kula Highway                                                                                       |
| Route 50     | 32,92         | 52,98         | Pacific Missile Range Facility                                        | Route 56 à Līhuʻe                                                            | 1955     | Kaumualiʻi Highway |
| Route 51     | 3,45          | 5,56          | Route 58 à Līhuʻe                                                     | Route 56 à Līhuʻe                                                            | 1955     | Waʻapa Road, Rice Street, Kapule Highway                                                                              |
| Route 56     | 28,12         | 45,26         | Route 50 à Līhuʻe                                                     | Route 560 à Princeville                                                      | 1955     | Kūhiō Highway |
| Route 58     | 2,05          | 3,30          | Route 50 à Līhuʻe                                                     | Route 51 près du Port de Nāwiliwili                                          | —        | Nāwiliwili Road |
| Route 61     | 10,59         | 17,04         | Kailua Road à Kailua                                                  | Route 98 à Honolulu                                                          | 1962     | Pali Highway, Kailua Road                                                                                             |
| Route 63     | 8,30          | 13,36         | Route 92 à Honolulu                                                   | Route 83 / Route 830 à Kāneʻohe                                              | —        | Kalihi Street, Likelike Highway                                                                                       |
| Route 64     | 2,61          | 4,19          | Route 92 à Honolulu                                                   | Entrée de la Sand Island State Recreation Area                               | —        | Sand Island Access Road                                                                                               |
| Route 65     | 4,15          | 6,68          | Mōkapu Boulevard / Kāneʻohe Bay Drive / North Kalaheo Avenue à Kailua | Route 83 / Route 830 à Kāneʻohe                                              | —        | Kāneʻohe Bay Drive, Mōkapu Saddle Road, Mōkapu Blvd                                                                   |
| Route 72     | 18,43         | 29,66         | Route 61 à Maunawili                                                  | H-1 à Honolulu                                                               | —        | Kalanianaʻole Highway; se rendait à l'origine jusqu'à la Route 99; ce segment est devenue la H-1 et la H-201          |
| Route 76     | 6,62          | 10,65         | H-1 / Route 750 à Waipahu                                             | Ewa Beach Park à ʻEwa Beach                                                  | —        | Fort Weaver Road, Kunia Road                                                                                          |
| Route 78     | 0,74          | 1,19          | —                                                                     | —                                                                            | —        | Moanalua Freeway: majorité de la route devenue H-201 until 2004                                                       |
| Route 80     | 1.89          | 3.04          | H-1 / Route 99 à Wahiawā                                              | Route 99 à Wahiawā                                                           | —        | Partie de la Kamehameha Highway                                                                                       |
| Route 83     | 43,90         | 70,66         | Route 83 / Route 930 à Haleʻiwa                                       | Route 61 à Maunawili                                                         | —        | Kamehameha Highway, JP Leong Highway, Kahekili Highway, Likelike Highway                                              |
| Route 92     | 9,28          | 14,93         | Joint Base Pearl Harbor–Hickam                                        | Kalākaua Avenue à Honolulu                                                   | —        | Kamehameha Highway, Nimitz Highway, Ala Moana Boulevard                                                               |
| Route 93     | 19,52         | 31,42         | H-1 à Ko Olina                                                        | Parc d'état de Kaʻena Point                                                  | —        | Farrington Highway |
| Route 98     | 1,76          | 2,83          | H-1 à Honolulu                                                        | H-1 à Honolulu                                                               | —        | Vineyard Boulevard |
| Route 99     | 23,84         | 38,37         | H-1 à Honolulu                                                        | Route 83 / Route 930 à Haleʻiwa                                              | —        | Kamehameha Highway, Kamananui Road, Wilikina Drive, Farrington Highway                                                |
| Route 121    | 1,66          | 2,67          | Route 11 (Volcano Road) à Mountain View                               | Huina Road à Mountain View                                                   | —        | North Kulani Road |
| Route 122    | 1,27          | 2,04          | Route 11 (Volcano Road) à Volcano                                     | Kilinoe Road                                                                 | —        | |
| Route 130    | 21,64         | 34,83         | Route 11 (Volcano Road) à Kea'au                                      | Près de Kaimū                                                                | —        | Keaʻau-Pāhoa Road, Pāhoa-Kalapana Road                                                                                |
| Route 132    | 7,74          | 12,46         | Route 130 à Pahoa                                                     | Route 137                                                                    | —        | Pāhoa-Kapoho Road |
| Route 134    | 1,49          | 2,40          | Route 130 (Keaʻau-Pāhoa Road) à Pahoa                                 | Pāhoa Kalapana Road à Pāhoa                                                  | —        | Pāhoa Village Road |
| Route 135    | 4,55          | 7,31          | Route 132 (Pāhoa-Kapoho Road)                                         | Route 137 (Kalapana Road-Kapoho Road)                                        | —        | Pohoiki Road |
| Route 138    | 5,93          | 9,54          | Route 130 (Keaʻau-Pāhoa Road) à Pāhoa                                 | Papio Street à Pāhoa                                                         | —        | Kahakai Boulevard |
| Route 139    | 1,19          | 1,91          | Route 11 (Volcano Road) à Pāhoa                                       | Route 130 (Keaʻau-Pāhoa Road) à Pāhoa                                        | 1999     | Old Keaʻau-Pāhoa Road                                                                                                 |
| Route 145    | 0,47          | 0,75          | Pīkake Street                                                         | Route 11 (Māmalahoa Highway)                                                 | —        | Kamani Street |
| Route 155    | 3,97          | 6,39          | South Point Access Road                                               | Route 11 (Māmalahoa Highway) à Nāʻālehu                                      | —        | Kamaoa Road |
| Route 160    | 3,82          | 6,15          | Puʻuhonua o Hōnaunau National Historical Park / County Route 160      | Route 11 à Kēōkea                                                            | —        | Ke Ala o Keawe Road                                                                                                   |
| Route 161    | 4,40          | 7,08          | Puʻuhonua Road                                                        | Route 11 (Māmalahoa Highway) à Captain Cook                                  | —        | Nāpoʻopoʻo Road |
| Route 163    | 0,13          | 0,21          | Ke Ala o Keawe Road                                                   | Entrée de stationnement                                                      | —        | Ke Ala o Keawe Road                                                                                                   |
| Route 164    | 0,26          | 0,42          | Mamao Street                                                          | Route 11 (Māmalahoa Highway) à Kealakekua                                    | —        | Halekiʻi Street |
| Route 180    | 9,14          | 14,71         | Route 11 (Kuakini Highway) à Holualoa                                 | Route 190 (Māmalahoa Highway) à Palani Junction                              | —        | Haʻawina Street, Māmalahoa Highway                                                                                    |
| Route 182    | 0,49          | 0,79          | Route 11 (Kuakini Highway) à Kailua-Kona                              | Fin de la route (futur lien vers Aliʻi Drive)                                | —        | Lako Street |
| Route 184    | 0,33          | 0,53          | Marlin Road                                                           | Route 11 (Kuakini Highway) à Kailua-Kona                                     | —        | Sunset Drive |
| Route 185    | 1,76          | 2,83          | Route 11 (Kuakini Highway) à Kailua-Kona                              | Manukai Street                                                               | —        | Kamehameha III Road                                                                                                   |
| Route 186    | 7,06          | 11,36         | Route 11 (Kuakini Highway) à Kailua-Kona                              | Māmalahoa Bypass                                                             | —        | Palani Road, Aliʻi Drive                                                                                              |
| Route 187    | 0,60          | 0,97          | Akoni Drive                                                           | Route 11 (Kuakini Highway) à Kailua-Kona                                     | —        | Walua Road |
| Route 188    | 1,29          | 2,08          | Route 186 (Aliʻi Drive)                                               | Queen Kaʻahumanu Highway (Route 11)                                          | —        | Hualālai Road |
| Route 189    | 0,25          | 0,41          | Ehukai Street                                                         | Route 186 (Aliʻi Drive) à Kailua-Kona                                        | —        | Kaleiopapa Road |
| Route 190    | 38,97         | 62,72         | Route 19 à Kailua-Kona                                                | Route 19 à Waimea                                                            | —        | Māmalahoa Highway: partie de la route de ceinture d'Hawaiʻi                                                           |
| Route 191    | 11,93         | 19,20         | Route 19 (Queen Kaʻahumanu Highway) à Puakō                           | Route 190 (Māmalahoa Highway)                                                | —        | Waikōloa Road |
| Route 192    | 3,57          | 5,75          | Route 19 (Queen Kaʻahumanu Highway) à Puakō                           | Route 190 (Māmalahoa Highway)                                                | —        | Hina Lani Street |
| Route 196    | 1,67          | 2,69          | Route 191 (Waikōloa Road) à Waikōloa Village                          | Hoʻoko Street                                                                | —        | Paniolo Avenue |
| Route 197    | 3,10          | 4,99          | Route 19 (Queen Kaʻahumanu Highway) près de Kailua-Kona               | Route 190 (Palani Road)                                                      | —        | Kealakehe Parkway |
| Route 198    | 3,63          | 5,84          | Route 19 (Queen Kaʻahumanu Highway) à Kailua-Kona                     | Route 190 (Māmalahoa Highway)                                                | —        | Kaʻiminani Drive |
| Route 200    | 43,22         | 69,56         | Route 190 près de Waimea                                              | Route 19 à Hilo                                                              | —        | Saddle Road; prolongement proposé jusqu'à la Route 19                                                                 |
| Route 220    | 3,76          | 6,05          | Stationnement dans le Parc d'état de ʻAkaka Falls                     | Route 19 (Hawaiʻi Belt Road)                                                 | —        | Honomu Road, Old Māmalahoa Highway, ʻAkaka Falls Road                                                                 |
| Route 222    | 0,80          | 1,29          | Route 19 (Hawaiʻi Belt Road)                                          | Route 19 (Hawaiʻi Belt Road)                                                 | —        | Old Māmalahoa Highway                                                                                                 |
| Route 227    | 0,66          | 1,06          | Route 19 (Hawaiʻi Belt Road) à Honokaʻa                               | Route 240 (Mamane Street)                                                    | —        | Lehua Street, Plumeria Street                                                                                         |
| Route 228    | 0,41          | 0,66          | Route 19 (Hawaiʻi Belt Road) à Honokaʻa                               | ʻŌhiʻa Street                                                                | —        | Pīkake Street |
| Route 240    | 9,59          | 15,44         | Waipiʻo Valley Road                                                   | Route 19 près de Honokaʻa                                                    | —        | Honokaʻa-Waipiʻo Road                                                                                                 |
| Route 250    | 19,28         | 31,02         | Route 19 près de Waimea                                               | Route 270 à Hawi                                                             | —        | Kohala Mountain Road                                                                                                  |
| Route 270    | 27,00         | 43,46         | Route 19 près de Kawaihae                                             | Belvdère de Pololū Valley                                                    | —        | ʻAkoni Pule Highway                                                                                                   |
| Route 272    | 2,32          | 3,73          | Route 250 (Kohala Mountain Road)                                      | Route 270 (ʻAkoni Pule Highway)                                              | —        | Kynnersley Road |
| Route 300    | 0,80          | 1,29          | Route 30 (Honoapiʻilani Highway)                                      | Lāhaina Bypass                                                               | —        | Puʻukoliʻi Road |
| Route 310    | 3,59          | 5,78          | Route 30 (Honoapiʻilani Highway)                                      | Route 311 (Mokulele Highway)                                                 | —        | North Kīhei Road |
| Route 311    | 6,41          | 10,31         | Route 31 / Route 310 (Piʻilani Highway) à Kīhei                       | Route 380 (Kuihelani Highway) à Kahului                                      | —        | Puʻunēnē Avenue, Mokulele Highway                                                                                     |
| Route 340    | 13,82         | 22,24         | Waiehu Beach Road à Wailuku                                           | County Route 340 à Camp Maluhia                                              | —        | Kahekili Highway |
| Route 360    | 34,83         | 56,05         | Route 365 (Kaupakalua Road)                                           | Quai à Hāna Bay                                                              | —        | Hāna Highway, Keawa Place                                                                                             |
| Route 365    | 3,20          | 5,15          | Old Haleakalā Highway à Makawao                                       | Route 366 (Kokomo Road) à Haʻikū                                             | —        | |
| Route 365    | 5,36          | 8,63          | Route 366 (Kokomo Road) à Haʻikū                                      | Route 36 (Hāna Highway) à Haʻikū                                             | —        | |
| Route 366    | 5,56          | 8,95          | Route 36 (Hāna Highway) à Haʻikū                                      | Route 365 (Makawao Avenue) à Makawao                                         | —        | Haʻikū Road, Kokomo Road                                                                                              |
| Route 371    | 2,62          | 4,22          | Route 37 (Haleakalā Highway)                                          | Route 390 (Baldwin Avenue)                                                   | —        | Haliʻimalie Road |
| Route 374    | —             | —             | Route 31 (Piʻilani Highway) à Kīhei                                   | Route 37 (Haleakalā Highway) / Route 371 (Haliʻimalie Road) près de Pukalani | proposée | Kīhei-Upcountry Maui Highway                                                                                          |
| Route 377    | 9,14          | 14,71         | Route 37 (Kula Highway)                                               | Route 37 (Kula Highway)                                                      | —        | Haleakalā Highway, Kekaulike Avenue                                                                                   |
| Route 378    | 10,10         | 16,25         | Route 377 (Haleakalā Highway)                                         | Parc national de Haleakalā                                                   | —        | Haleakalā Crater Road                                                                                                 |
| Route 380    | 6,17          | 9,93          | Route 30 (Honoapiʻilani Highway) près de Māʻalaea Harbor              | Route 36A (Haleakalā Highway) / Route 37 à Kahului                           | —        | Dairy Road, Kuihelani Highway                                                                                         |
| Route 390    | 6,94          | 11,17         | Route 36 (Hāna Highway)                                               | Route 365 (Makawao Avenue)                                                   | —        | Baldwin Avenue |
| Route 430    | 0,91          | 1,47          | Route 440 (Kaumalapau Highway)                                        | Caldwell Avenue                                                              | —        | Fraser Avenue |
| Route 435    | 0,98          | 1,58          | Route 440 (Kaumalapau Highway)                                        | Fin de la route                                                              | —        | Lānaʻi Avenue |
| Route 440    | 13,17         | 21,19         | Kaumalapau Harbor                                                     | Hulopoʻe Beach Park                                                          | —        | Kaumalapau Highway, Manele Road                                                                                       |
| Route 440C   | 0,47          | 0,76          | Aéroport de Lānaʻi                                                    | Route 440 (Kaumalapau Highway)                                               | —        | Airport Road |
| Route 442    | 0,20          | 0,33          | Route 440 (Manele Road) à Lānaʻi City                                 | Route 435 (Lānaʻi Avenue)                                                    | —        | Kaumalapau Highway |
| Route 450    | 27,50         | 44,26         | Ala Mālama Avenue à Kaunakakai                                        | Fin de la surface asphaltée à Hālawa Park                                    | —        | Kamehameha V Highway                                                                                                  |
| Route 460    | 16,55         | 26,63         | Maunaloa Road à Maunaloa                                              | Quai de Kaunakakai                                                           | —        | Kaunakai Place, Maunaloa Highway                                                                                      |
| Route 470    | 5,78          | 9,30          | Route 460 (Maunaloa Highway) à Kualapuu                               | Belvédère Kalaupapa dans le Parc d'état de Palaʻau                           | —        | Kalaʻe Highway |
| Route 475    | 4,06          | 6,54          | Route 480 (Farrington Highway)                                        | Fin de la route                                                              | —        | Lihi Pali Avenue, Puʻukapele Avenue                                                                                   |
| Route 480    | 3,66          | 5,89          | Route 460 (Maunaloa Highway) près de Hoʻolehua                        | Route 470 (Kalaʻe Highway) à Kualapuʻu                                       | —        | Farrington Avenue, Puʻupeʻelua Avenue                                                                                 |
| Route 520    | 6,35          | 10,22         | Route 50 (Kaumualiʻi Highway)                                         | Route 522 (Ala Kinoiki Way) / Peʻe Road                                      | —        | Maluhia Road, Poʻipū Road                                                                                             |
| Route 521    | 2,10          | 3,39          | Route 50 (Kaumualiʻi Highway)                                         | Route 530 (Kōloa Road)                                                       | —        | Omao Road |
| Route 522    | 3,31          | 5,33          | Route 520 (Poʻipū Road)                                               | Route 530 (Kōloa Road)                                                       | —        | Ala Kinoiki Way |
| Route 523    | 2,35          | 3,78          | Route 520 (Poʻipū Road)                                               | Fin de la route                                                              | —        | Lawai Road |
| Route 525    | 0,65          | 1,05          | Route 526 (Kōloa Road)                                                | Route 522 (Ala Kinoiki Way)                                                  | —        | Weliweli Road |
| Route 526    | 0,73          | 1,17          | Route 520 (Maluhia Road)                                              | Route 520 (Poʻipū Road)                                                      | —        | Kōloa Road, Waikomo Road                                                                                              |
| Route 530    | 3,43          | 5,52          | Route 50 (Kaumualiʻi Highway)                                         | Route 520 (Poʻipū Road)                                                      | —        | Kōloa Road |
| Route 531    | 1,21          | 1,94          | Route 50 (Kaumualiʻi Highway)                                         | Route 532 (Waha Road)                                                        | —        | Pāpālina Road |
| Route 532    | 2,41          | 3,88          | Niho Road                                                             | Route 530 (Kōloa Road)                                                       | —        | Waha Road, Lauoho Road                                                                                                |
| Route 534    | 1,42          | 2,28          | Route 50 (Kaumualiʻi Highway)                                         | Kikala Road                                                                  | —        | Puʻuwai Road |
| Route 536    | 0,39          | 0,62          | Route 50 (Kaumualiʻi Highway)                                         | Route 530 (Kōloa Road)                                                       | —        | Piko Road |
| Route 540    | 3,88          | 6,24          | Route 50 (Kaumualiʻi Highway) à Port Allen / ʻEleʻele                 | Route 50 (Kaumualiʻi Highway) à Kalāheo                                      | —        | Halewili Road |
| Route 541    | 0,37          | 0,60          | Fin de la route à Hanapepe Bay                                        | Route 50 (Kaumualiʻi Highway) à Port Allen / ʻEleʻele                        | —        | Waialo Road |
| Route 543    | 1,41          | 2,27          | Route 50 (Kaumualiʻi Highway)                                         | Fin de la route                                                              | —        | Moi Road |
| Route 545    | 0,98          | 1,58          | Route 50 (Kaumualiʻi Highway)                                         | Route 50 (Kaumualiʻi Highway)                                                | —        | Hanapepe Road |
| Route 550    | 14,08         | 22,66         | Route 50 (Kaumualiʻi Highway) à Waimea                                | Entrée du Parc d'état de Kōkeʻe                                              | —        | Waimea Canyon Drive, Kōkeʻe Road                                                                                      |
| Route 551    | 2,49          | 4,01          | Route 50 (Kaumualiʻi Highway)                                         | Route 50 (Kaumualiʻi Highway)                                                | —        | Kekaha Road, Akialoa Road                                                                                             |
| Route 552    | 7,55          | 12,15         | Route 50 (Kaumualiʻi Highway)                                         | Route 550 (Waimea Canyon Drive)                                              | —        | Alae Road, Kōkeʻe Road                                                                                                |
| Route 553    | 1,09          | 1,75          | Route 50 (Kaumualiʻi Highway)                                         | Gay Road                                                                     | —        | Menehune Road |
| Route 554    | 0,20          | 0,32          | Route 50 (Kaumualiʻi Highway)                                         | Ala Wai Road                                                                 | —        | Waimea Road |
| Route 560    | 10,01         | 16,11         | Stationnement dans le Parc d'état de Hāʻena                           | Fin de la Route 56 à Princeville                                             | —        | Kūhiō Highway |
| Route 562    | 1,73          | 2,78          | Route 56 (Kūhiō Highway)                                              | Refuge national de Kīlauea                                                   | —        | Kolo Road, Kīlauea Road                                                                                               |
| Route 563    | 0,24          | 0,38          | Route 560 (Kūhiō Highway)                                             | Route 565 (Weke Road)                                                        | —        | Aku Road |
| Route 565    | 1,11          | 1,79          | Anae Road                                                             | Plage de Hanalei                                                             | —        | Weke Road |
| Route 566    | 1,68          | 2,70          | Route 56 (Kūhiō Highway)                                              | Route 56 (Kūhiō Highway)                                                     | —        | Anahola Road, Manai Road, Kukuihale Road                                                                              |
| Route 570    | 1,12          | 1,80          | Route 56 (Kūhiō Highway) à Līhuʻe                                     | Route 51 (Kapule Highway) à l'Aéroport de Līhuʻe                             | 1965     | Ahukini Road |
| Route 580    | 6,68          | 10,75         | Traversée à gué d'un ruisseau près de Wailua Reservoir                | Route 56 (Kūhiō Highway) à Wailua                                            | —        | Kuamoʻo Road |
| Route 581    | 5,06          | 8,14          | Route 56 (Kūhiō Highway)                                              | Route 580 (Kuamoʻo Road)                                                     | —        | Kukui Street, Olohena Road, Kamalu Road                                                                               |
| Route 583    | 0,92          | 1,48          | Route 56 (Kūhiō Highway) à Kapaia                                     | Wailua Falls                                                                 | —        | Maʻalo Road |
| Route 750    | 8,05          | 12,95         | H-1 / Route 76 à Village Park                                         | Route 99 (Wilikina Drive) près de Schofield Barracks                         | —        | Kunia Road |
| Route 801    | 2,20          | 3,54          | Route 80 (Kamehameha Highway)                                         | Route 803 (Wilikina Drive)                                                   | —        | Kaukonahua Road |
| Route 803    | 5,84          | 9,40          | Route 99 (Kamananui Road)                                             | Route 930 (Farrington Highway)                                               | —        | Wilikina Drive, Kaukonahua Road                                                                                       |
| Route 901    | 1,38          | 2,23          | Entrée de MCAS Barbers Point                                          | H-1 à Makakilo                                                               | —        | Fort Barrette Road |
| Route 930    | 7,93          | 12,76         | Limite du Parc d'état de Kaʻena Point                                 | Route 83 (J.P. Leong Highway) près de Haleʻiwa                               | —        | Farrington Highway, Kaukonahua Road                                                                                   |
| - Non-ouvert |               |               |                                                                       |                                                                              |          | |